# Robert III. de La Marck

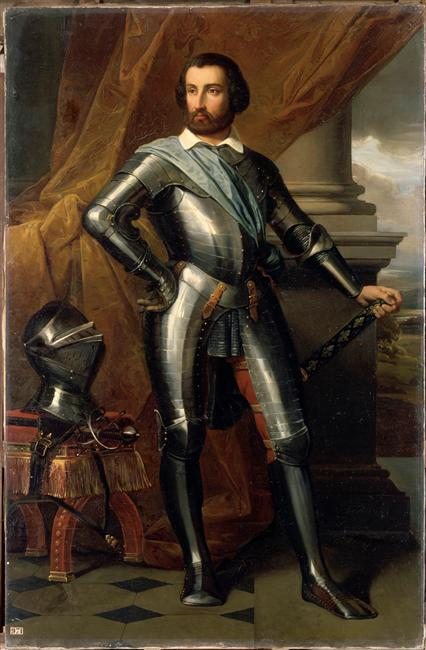
Robert III. de La Marck, porträtiert von François-Édouard Picot

Robert III. de La Marck (* 1492 oder 1493 in Sedan; † 21. Dezember 1536 in Longjumeau) war ab 1526 Marschall von Frankreich, zudem französische Rat und Kämmerer.

## Leben
Robert III. wurde als erster Sohn Roberts II. de La Marck († 1536), Seigneur de Sedan, Fleurange, Jametz, Saulcy, Bouillon und Chiny, und seiner Frau Catherine de Croÿ († 1544) geboren. Bis zu seiner Erhebung zum Marschall war er unter dem Namen Fleuranges bekannt, danach als Maréchal de La Marck.
Am 6. Juni 1513 kämpfte er zusammen mit seinem Vater und seinem Bruder Guillaume, dem Seigneur de Jametz, in der Schlacht bei Novara, die von Louis II. de La Trémoille verloren wurde. Am 13. und 14. September 1515 kämpfte er in der siegreichen Schlacht bei Marignano, in der er mit seinem Vater 4000 „Bandes noires“ genannt Landsknechte kommandierte. Fleuranges bekam den Auftrag, die Burg von Cremona zu belagern, die sich am 4. Oktober ergab. Im gleichen Jahr wurde er Herr von Château-Thierry.
Nach dem Tod von Guillaume de La Marck, Seigneur de Montbazon am 20. Mai 1516 übertrug der König Fleuranges am 9. Juni 1516 die Hundertschweizer-Kompanie seiner Garde. 1519 wurde er in den Michaelsorden aufgenommen.
1522 besetzte Kaiser Karl V. Bouillon und nahm Jamets, den zweiten Sohn des Herzogs, gefangen. In der Schlacht bei Pavia am 24. Februar 1525 geriet er in Gefangenschaft und wurde nach Sluis gebracht. Hier schrieb er unter dem Pseudonym Jeune Aventureux seine handschriftliche Histoire des choses mémorables advendues du reigne de Louis XII et de François Ier, en France, Italie, Allemagne et Pays-Bas, depuis 1499 jusques en l’an 1521, die 1753 von Abbé Lambert unter dem Titel Mémoires publiziert wurde und 1785 (in chronologischer Ordnung) in Band 16 der Mémoires particuliers relatifs à l’Histoire de France neu aufgelegt wurden. Am 23. März 1526 wurde er als Nachfolger des zurückgetretenen Odet de Foix zum Marschall von Frankreich ernannt.
1530 wurde er Seigneur de Châtillon-sur-Marne.
Als Heinrich von Nassau 1536 als kaiserlicher General zur Belagerung von Saint-Quentin aufmarschieren ließ, warf sich La Marck dazwischen, woraufhin Nassau sich gegen Péronne wandte, zu dessen Verteidiger sich La Marck machte und die Belagerung auch erfolgreich abwenden konnte. Nassau zog sich in die Spanischen Niederlande zurück.
Robert III. de La Marck erbte im September 1536 von seinem Vater Sedan etc. und starb selbst bereits drei Monate später, am 21. Dezember 1536, in Longjumeau. Er wurde in der Kirche Saint-Laurent in Sedan bestattet.

## Ehe und Nachkommen
Am 1. Juni 1510 heiratete er auf Schloss Vigny Guillemette de Sarrebruck († 20. September 1571 auf Burg Braine), ab 1527 Dame de Braine, de Montagu, de Neufchâtel, de Pontarcy de La Ferté-Gaucher de Havrincourt etc. Sie war die Tochter von Robert II. de Sarrebruck-Commercy, Graf von Braine, und Roucy, Seigneur de Commercy (Maison de Broyes), und Marie d’Amboise. Ihr einziges Kind war
- Robert IV. de La Marck (* 5. Januar 1512 in Sedan; † 4. November 1556 in Guise), 1536 Herr von Sedan, Château-Thierry, Châtillon-sur-Marne, Graf von Braine, 1547 Marschall von Frankreich (Maréchal de Bouillon), 1549 Herr von Raucourt und 1552 Herzog von Bouillon; ⚭ 19. Januar 1538[6] im Louvre Françoise de Brézé, Comtesse de Maulévrier († 14. Oktober 1577), Tochter von Louis de Brézé, Graf von Maulévrier, und Diane de Poitiers, Duchesse de Valentinois et d‘Étampes.